# Механичен редуктор
Вижте пояснителната страница за други значения на Редуктор.
Редуктор е съвкупност от зъбни предавки, предназначена да намалява (редуцира – откъдето идва и наименованието редуктор) оборотите на въртене на двигател, повишавайки въртящия момент без значителни загуби на мощност. Промените на обороти и въртящ момент на редуктора са реципрочни на тези при мултипликатора. Намира приложение в областта на машиностроенето, селското стопанство, хранително-вкусовата промишленост и др. При редукторите входящият вал е по-малък от изходящия.
Видовете редуктори са червячен, съосен (коаксиален), планетарен, конусна предавка и за директен монтаж.